# نمی‌تونم دوستت نداشته باشم
«نمی‌تونم دوستت نداشته باشم» (به انگلیسی: I Just Can't Stop Loving You) نام ترانه‌ای از مایکل جکسون است که طی آن داستانی تعریف می‌شود. این آهنگ توسط مایکل جکسون و سیداه گرت ساخته شده‌است . ترانه‌نویس، آهنگساز و تنظیم‌کنندهٔ این ترانه، مایکل جکسون می‌باشد.